# Tapis Holbein

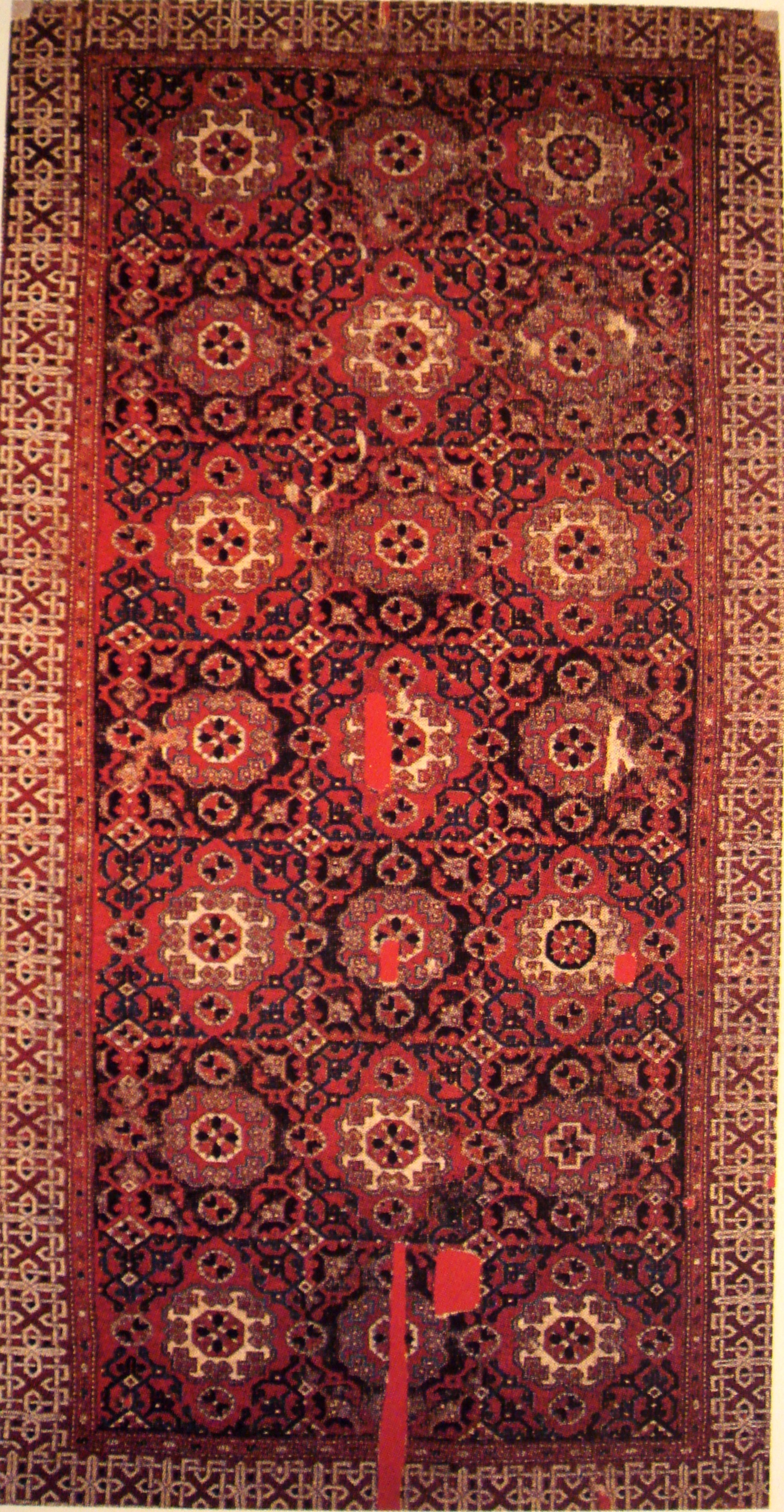
Tapis Holbein de type I (à petits motifs) selon la classification de Erdmann,Anatolie, XVIe siècle.

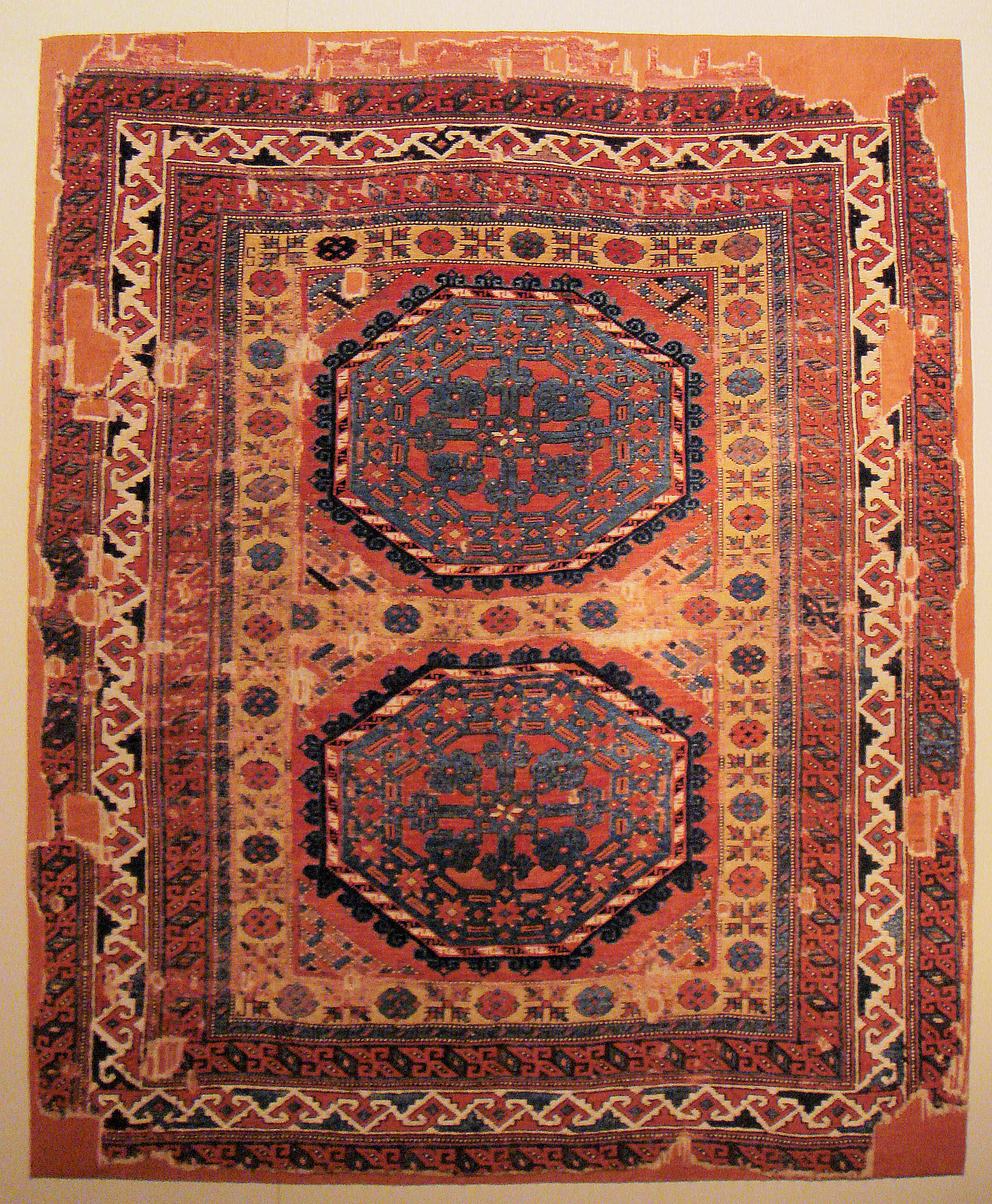
Tapis Holbein de type IV (à grands motifs) selon la classification de Erdmann, Anatolie centrale, XVIe siècle.

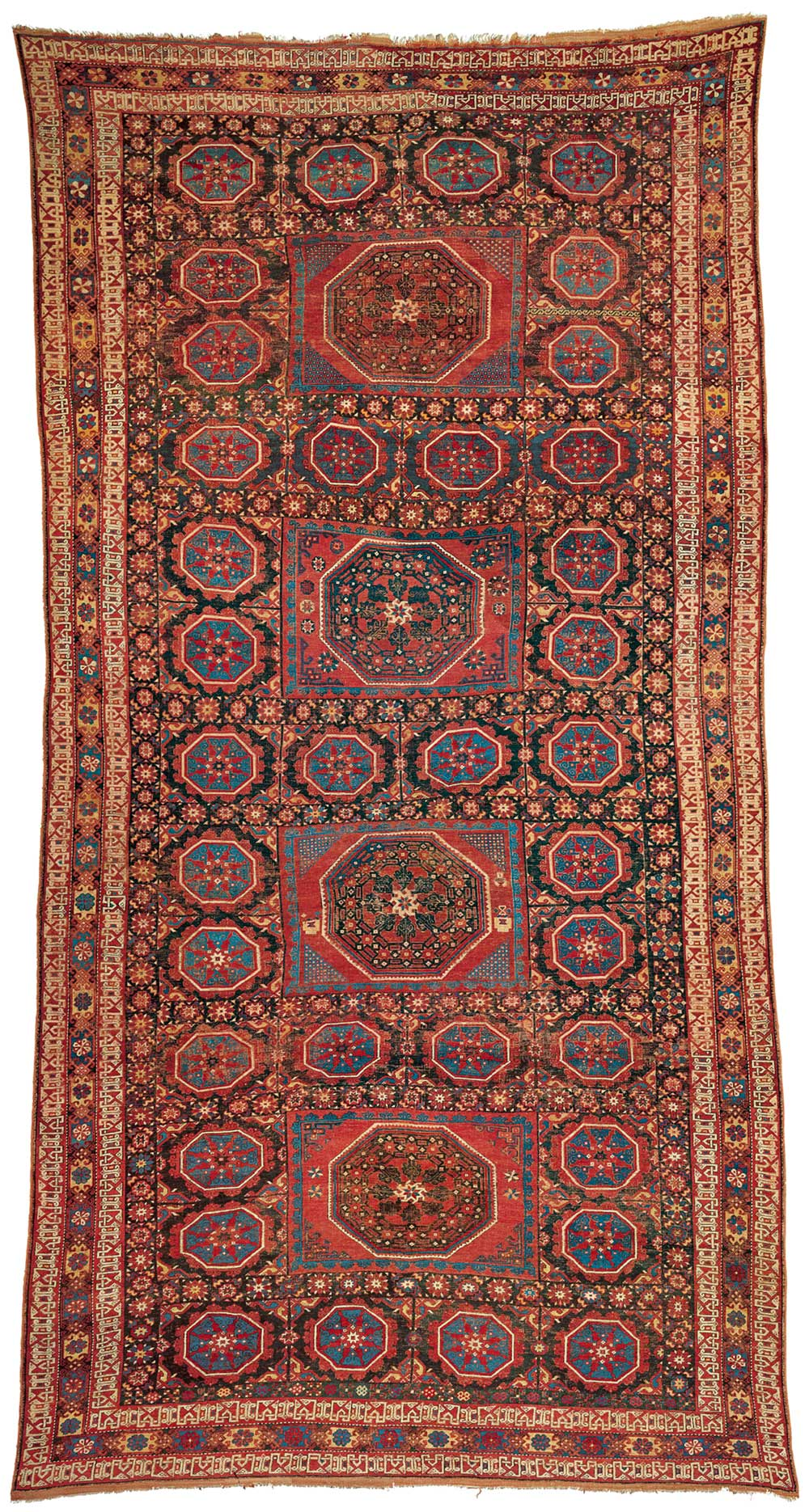
Tapis Holbein de type IV (à grands motifs) selon la classification de Erdmann, 1370-1450

Le tapis Holbein  est un type de tapis tirant son nom de Hans Holbein le Jeune, en raison de sa présence dans  des tableaux de la Renaissance européenne, en particulier dans les tableaux de Holbein. En fait, ces tapis sont également remarqués dans des peintures datant de  plusieurs décennies avant celles réalisées par Holbein.
L'historien de l'art Kurt Erdmann a classé ces tapis en quatre catégories (dont, en réalité, deux seulement ont été utilisées par Holbein). Ces quatre catégories sont parmi les représentations de tapis d'Anatolie les  plus fréquentes   dans les peintures de la Renaissance en Europe. Leur production a commencé vers le milieu du 15e siècle, et ils ont continué à être produits pendant près de deux siècles. Tous sont de nature purement géométrique, utilisent une variété de dispositions de losanges, de croix et de motifs  octogonaux dans le champ principal. Les quatre catégories définies par  Erdmann sont:
- Type I : le tapis Holbein à petits motifs. Ce type est défini par une répétition à l'infini de petits motifs, avec une alternance de lignes d'octogones et de lignes de losanges disposés  en quinconce, comme on le voit dans le Portrait de Georg Gisze (1532) peint par Holbein, ou dans  La Conférence de Somerset House (1608)[2].

- Type II : maintenant le plus souvent appelé Tapis Lotto, il est caractérisé par des arabesques, généralement de couleur jaune sur un fond  rouge, souvent avec des détails bleus. En fait, Holbein n'a jamais représenté de tels tapis ;

- Type III : le tapis Holbein à grands motifs  où les motifs dans le champ se composent d'une ou deux grands carrés remplis avec des octogones, placés régulièrement, et séparés les uns des autres des bordures  par d'étroites bandes. Le tapis de Holbein Les Ambassadeurs est de ce type[3].

- Type IV: le tapis Holbein à grands motifs de type IV se différencie  du type III par la présence supplémentaire de motifs reproduits à plus petite échelle, notamment des petits carrés contenant des octogones  ou d'autres motifs de décoration[4].

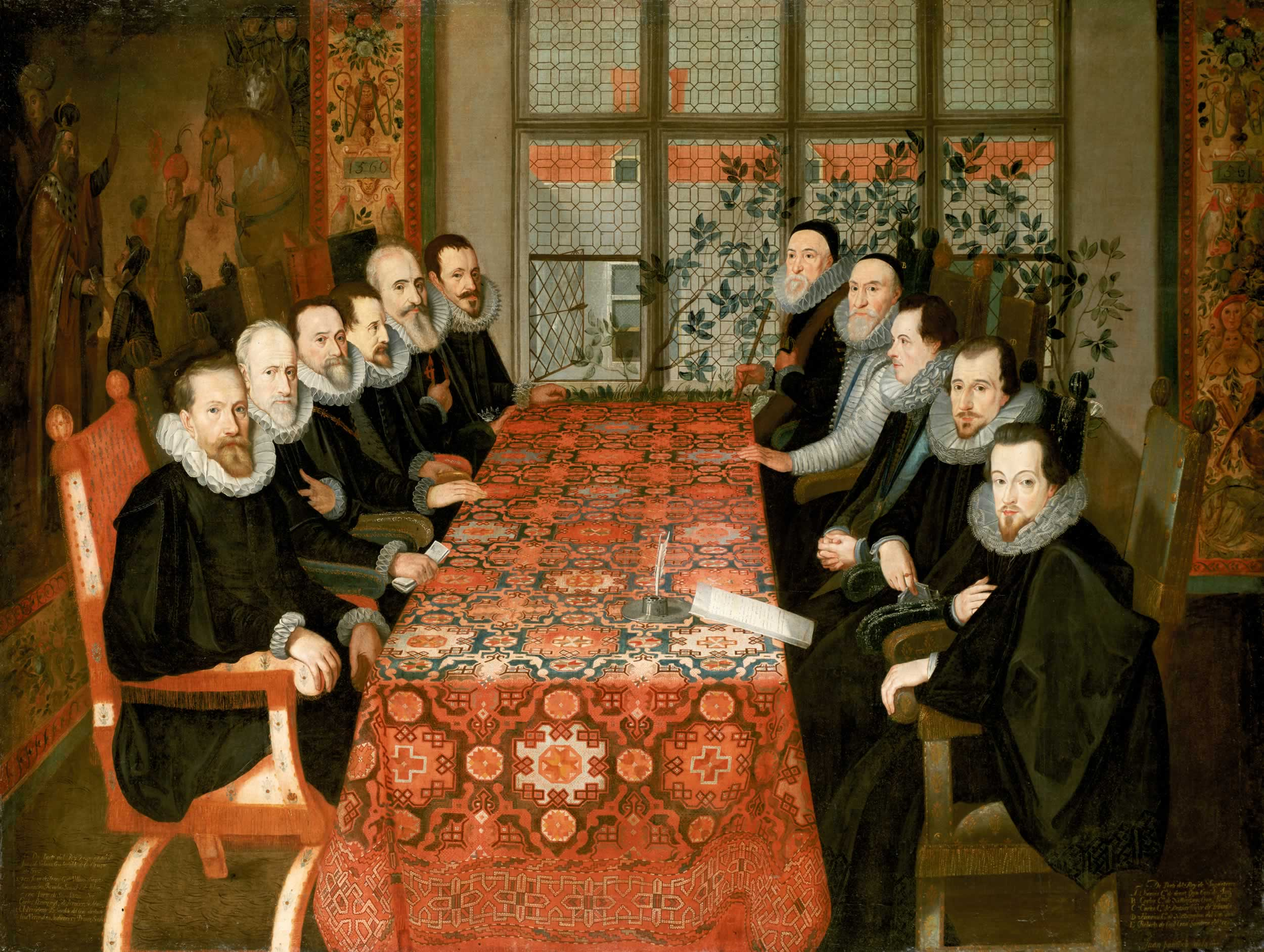
La Conférence de Somerset House, par Juan Pantoja de la Cruz, 1604 (Tapis de type I).
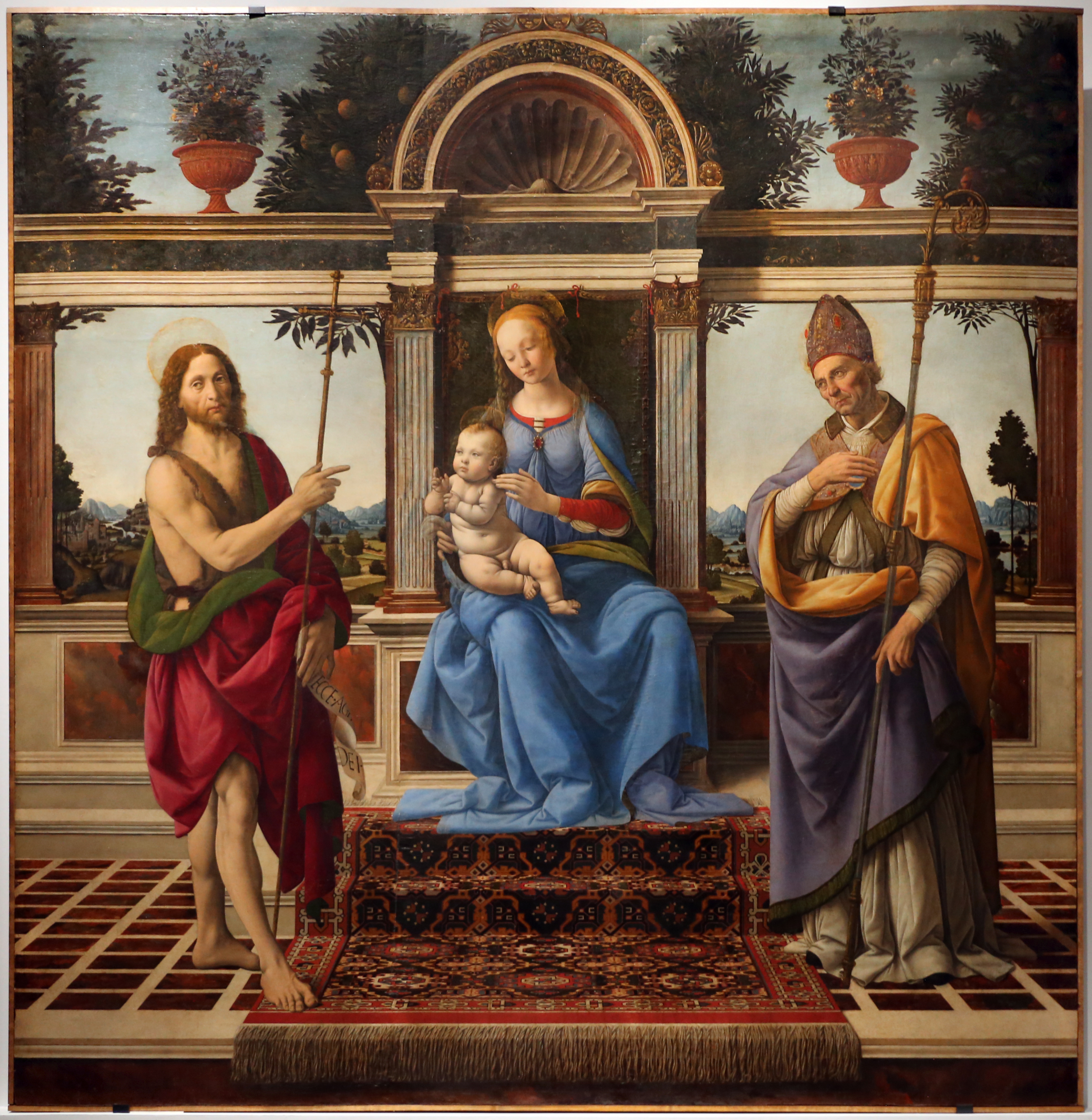
La Vierge avec Saint Jean Baptiste et Donat de Fiesole, par Le Verrochio, 1475-1483 (Tapis de type I).
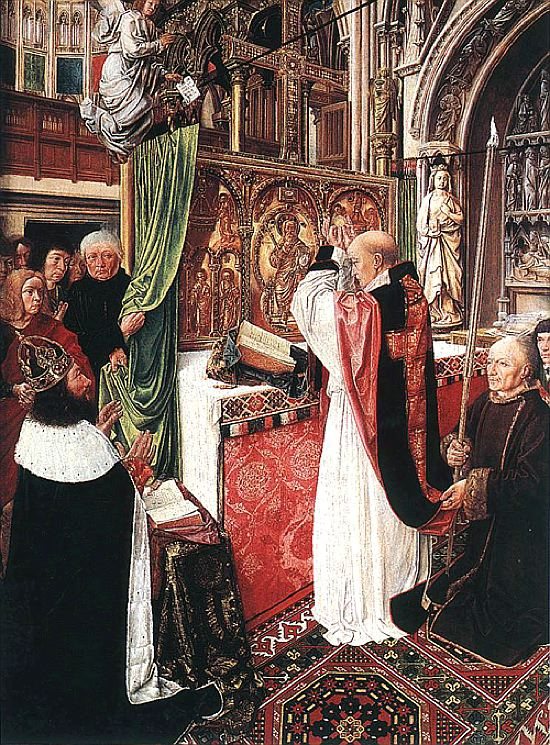
Maître de Saint Gilles,la Messe de Saint Gilles, 1500 env., (avec un tapis Holbein de type III).
Jean de Dinteville et Georges de Selve  dans Les Ambassadeurs, par Hans Holbein le Jeune, 1533 (Tapis Holbein de Type III).

D'autres sources font mention de deux types de tapis Holbein seulement: les tapis Holbein "à petits compartiments" et ceux à "grands compartiments". Ceux "à petits compartiments" comportent des répétitions d'octogones insérés dans des carrés, en rangées horizontales et verticales ; les angles des carrés, à base d'arabesques composées de feuilles stylisées, prennent la forme d'un losange. Les motifs principaux des tapis "à grands compartiments" sont répartis dans le sens de la longueur et sont en nombre très limité. La décoration des bordures est constituée de caractères kufiques représentés de manière plus ou moins précise.
Les tapis "à grands compartiments" auraient pu être fabriqués à Pergame et ceux "à petits compartiments" à Uşak.